# The Greatest Hits (Bonnie Tyler)
A Bonnie Tyler Greatest Hits Bonnie Tyler válogatásalbuma, amely 2001-ben jelent meg a brit Sanctuary lemezkiadó és a Sony Music / Columbia Records közös gondozásában. A lemezre az énekesnő 17 slágere került fel 1977-től egészen 1998-ig, javarészt toplistás dalok. 
A kiadványhoz saját fotósorozat készült az énekesnőről, illetve intenzív reklámkampánnyal hirdették, amelynek köszönhetően több országban is ezüst, arany és platina minősítést ért el. 11 évvel az eredeti megjelenés után Dél-Koreában is kiadták a lemezt.

## Az albumról
A The Greatest Hits 17 Bonnie Tyler dalt tartalmaz, közük több toplistás felvételt is. Olyan népszerű dalokat, mint a Total Eclipse of the Heart, It’s a Heartache vagy a Holding Out for a Hero. 1977-től egészen 1998-ig megjelent dalok hallhatók a lemezen, többségében album verzióban. Bónuszként, az utolsó dal, a Tyre Tracks and Broken Hearts a lemez legfrissebb dala. Andrew Lloyd Webber és Jim Steinman közös musicalének, a Whistle down the Wind (Fütyüld a széllel) egyik betétdala is felkerült.
A válogatásalbum, ami nem sokkal Bonnie Tyler 50. születésnapja után jelent meg, szép sikereket ért el Európa szerte. Dániában és Norvégiában platinalemez, Spanyolországban aranylemez, míg az Egyesült Királyságban ezüstlemez minősítést ért el. A hivatalos megjelenés előtt egy promóciós lemezzel reklámozták az új kollekciót a brit rádióknál, míg Franciaországban promóciós sajtanyagokkal hirdették.  A kiadvány belsejében egy diszkográfia és egy karriertörténet is látható, valamint egy fotósorozat az énekesnőről, ami direkt erre az alkalomra készült. Bonnie Tyler egy interjúban így emlékezett vissza a fotózásra: "Az utolsó képet készítették rólam aznap, mert a lemezkiadó szeretett volna egy olyan képet, amin a földön fekszem és a hajam betakarja a padlót. Nem hiszem, hogy a fotós is jó ötletnek tartotta ezt, de lefeküdtem egy szaténlepedőre, majd egy létráról csinálta a képeket... végül ez lett az album borítója."
A fényképész egyébként az a Paul Cox volt, aki 1995-ben készített fotókat Bonnie Tylerről a Free Spirit című albumához.
2012-ben Bonnie Tyler 33 év után látogatott el ismét Dél-Korea fővárosába, Szöulba, hogy két koncertet is adjon a Forever Pop Concert 1.0 rendezvénysorozaton. Erre az alkalomra  a Sony Music csak Dél-Koreában újra kiadta a Greatest Hits lemezt az eredeti csomagolásban melyhez hozzá csatoltak egy koreai nyelvű szövegkönyvet is.

## Dalok
| #  | Dalcím                                                | Zeneszerző                        | Producer                          | Hossz |
| -- | ----------------------------------------------------- | --------------------------------- | --------------------------------- | ----- |
| 1  | Total Eclipse of the Heart                            | Jim Steinman                      | Jim Steinman                      | 4:25  |
| 2  | It’s a Heartache                                      | Scott/Wolfe                       | Scott Wolfe                       | 3:30  |
| 3  | Holding Out for a Hero                                | Jim Steinman                      | Jim Steinman                      | 5:50  |
| 4  | Lost in France                                        | Scott/Wolfe                       | Scott/Wolfe                       | 3:50  |
| 5  | Faster Than the Speed of Night                        | Jim Steinman                      | Jim Steinman                      | 6:45  |
| 6  | (The World is Full of) Married Men                    | Bugatti/Musker                    | Scott/Wolfe                       | 4:00  |
| 7  | Have You Ever Seen the Rain?                          | J. Fogerty                        | Jim Steinman                      | 4:10  |
| 8  | More than a Lover                                     | Scott/Wolfe                       | Scott/Wolfe                       | 4:16  |
| 9  | A Rockin’ Good Way                                    | Benton/Otis/Dejesus               | Brian Holland                     | 2:53  |
| 10 | Goodbye to the Island                                 | Scott/Wolfe                       | Scott/Wolfe                       | 3:47  |
| 11 | Loving You’s a Dirty Job (But Somebody’s Gotta Do It) | Jim Steinman                      | Jim Steinman                      | 7:47  |
| 12 | Straight from the Heart                               | Bryan Adams                       | Jim Steinman                      | 3:35  |
| 13 | Bitterblue                                            | Dieter Bohlen                     | Dieter Bohlen                     | 3:50  |
| 14 | Piece of My Heart                                     | Ragavoy/Berns                     | Scott/Wolfe                       | 3:59  |
| 15 | Making Love out of Nothing at All                     | Jim Steinman                      | Jim Steinman                      | 7:52  |
| 16 | My Guns Are Loaded                                    | Scott/Wolfe                       | Scott/Wolfe                       | 3:47  |
| 17 | Tyre Tracks And Broken Hearts*                        | Jim Steinman, Andrew Lloyd Webber | Jim Steinman, Andrew Lloyd Webber | 5:20  |

(* A Whistle Down The Wind - Original Cast című albumról)

## A produkció
- Management: David Aspden
- Haj: Jan Blewett
- Fényképész: Paul Cox
- Booklet szöveg: Gerald Armin
- Dizájn: Peacock
- Mastering: Andy Pearce (Masterpiece)

## Videó
- Tyre Tracks And Broken Hearts LIVE In Royal Albert Hall - Andrew Lloyd Webber Birthday Celebration

## Toplistás helyezések
| Chart                   | Legjobb helyezés | Hét | Minősítés    |
| ----------------------- | ---------------- | --- | ------------ |
| Norvégia                | 2                | 26  | Platinalemez |
| Dánia                   | 5                | 8   | Aranylemez   |
| Franciaország           | 6                | 12  | Aranylemez   |
| Finnország              | 6                | 13  | Aranylemez   |
| Svédország              | 9                | 13  | Aranylemez   |
| Portugália              | 15               | 12  | -            |
| UK                      | 18               | 10  | Ezüstlemez   |
| Spanyolország           | 20               | 16  | Aranylemez   |
| Hollandia               | 20               | 16  | -            |
| Ausztria                | 20               | 16  | -            |
| Dél Afrikai Köztársaság | 30               | 8   | -            |